# Siřičitan vápenatý
Siřičitan vápenatý je anorganická sloučenina, vápenatá sůl kyseliny siřičité; chemický vzorec je CaSO3. Používá se jako konzervant a antioxidant do potravin (například vín, ciderů, ovocných šťáv, naloženého ovoce a zeleniny), pro tyto účely se označuje jako E226. V České republice je jeho používání omezeno limity stanovenými vyhláškou pro různé druhy potravin (limity jsou společné pro oxid siřičitý a všechny povolené siřičitany, jsou přepočteny na oxid siřičitý); tyto limity se pohybují většinou ve stovkách mg/l, resp. mg/kg.
Podobně jako jiné kovové siřičitany reaguje siřičitan vápenatý s kyselinami za vzniku vápenaté soli, oxidu siřičitého a vody. Proto je siřičitan vápenatý nežádoucí příměsí v sádrokartonu – ve vlhku (přirozenou kyselostí oxidu uhličitého ve vzduchu) uvolňuje oxid siřičitý, oxid uhličitý je pohlcován ve formě uhličitanu vápenatého.
Výroba této látky probíhá probubláváním vodného roztoku hydroxidu vápenatého plynným oxidem siřičitým, dle rovnice:

Ca(OH)2 (aq) + SO2 (g) → H2O (l) + CaSO3 (s)